# سياسة التأشيرات في الرأس الأخضر
سياسة التأشيرات في الرأس الأخضر تجب على الزائرين لدولة الرأس الأخضر الحصول على تأشيرة،أو إذا أتوا من إحدى الدول المعفاة من التأشيرة.

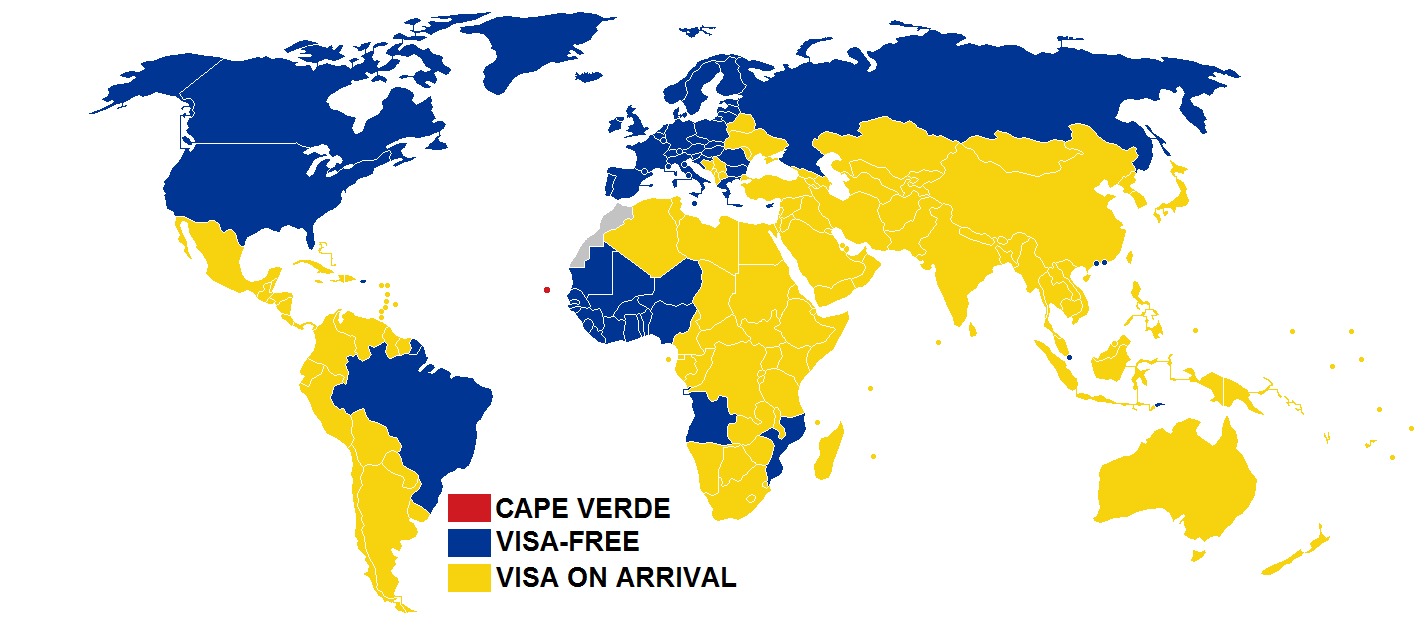
سياسة التأشيرات في الرأس الأخضر

## الإعفاء من التأشيرة
يمكن لمواطني 19 دولة زيارة الرأس الأخضر بدون تأشيرة:
| - أنغولا - بنين - بوركينا فاسو - ساحل العاج - غامبيا - غانا - غينيا بيساو - غينيا - هونغ كونغ - ليبيريا | - ماكاو - مالي - موريتانيا - النيجر - نيجيريا - السنغال - سيراليون - سنغافورة - توغو |  |

حاملي جوازات السفر الدبلوماسية أو الخدمية لا يحتاجون إلي تأشيرة.